# 古賀武
古賀 武（こが たけし、1939年5月11日 - ）は日本の柔道家（9段）。福岡県出身。
1961年に開催された世界選手権の銅メダリストである。

## 経歴
福岡県小倉市（現・北九州市小倉北区）で家具製造業の傍ら柔道場を開く父親のもと、3人兄妹の長男として生まれる。太平洋戦争でソ連に抑留されていた父親が戦後帰国し、道場 を再開したのを機に、古賀はそこで柔道を習い始める。白銀中学1年の時であった。
柔道は父親の勧めによるもので古賀本人の意思によるものではなく、古賀曰く“最初は嫌々やっていた”が、天性の運動神経も手伝い、次第に柔道に明け暮れるようになる。朝5時に目覚めると、父親同伴で近くの海岸をランニングし、途中の神社で約100段の階段を駆け上がるという稽古を中高時代に続けた。また夜には警察署にて警察官の猛者を相手に練習を積んだ。
市の大会では中学生ながら高校生や成年を含む一般の部で参加し、17人抜きという離れ業をやってのけ、“白銀中に古賀あり”と評判になったのもこの頃である。
高校は、私立高校から柔道特待生での推薦話があったものの、普通校である県立小倉南高校へ進学。小倉南高校の柔道部顧問が父親と知り合いだった事や、自身の大学進学も視野に入れての決断だった。
高校時代は学校の部活動で練習した後、刑務所や八幡製鐵（現・日本製鉄）の柔道部で稽古をしており、昼間は授業そっちのけで夜の稽古スケジュールの作成ばかりしていた。高校3年間でインターハイへの出場はないが、西日本大会（現・金鷲旗）でベスト8まで進出している。強豪校ではないため、団体戦の抜き試合では、相手の2人残し・3人残しで大将の古賀に回り、古賀が全員を抜き返すというのがパターンだった。
高校の主要タイトルを獲得していない古賀だが、国体で高校2年次・3年次に福岡県代表の1人として出場し、福岡県チームの連覇に貢献した実績から、様々な大学からスカウトの話が舞い込む。吉松義彦の愛弟子で、当時日本大学の学生として全日本学生選手権を制していた松下三郎からの熱心な誘いを受け、古賀は日大進学を決めた。
しかし、大学進学と前後して腰痛を発症。東大病院にて精密検査を受けたところ、原因は腰椎分離症だった。
母親の紹介で大分県別府市の診療所にて帯刀電気治療を受けた結果、秋には稽古を開始できたが、腰痛のため1年目は棒に振ってしまった。
2年次には前年の鬱憤を晴らすかのように、講道館の紅白試合や学生東西対抗試合で活躍し、全日本学生選手権でも明治大学の重松正成に次ぐ準優勝に輝いた。
大学4年次の1961年には学生選手権で優勝を飾り、同年パリでの世界選手権の代表に。当時の世界選手権は無差別級のみの開催であり、他に選出されたのは曽根康治、神永昭夫、重松正成（以上、明治大）、山岸均（東洋大）といった錚々たる顔ぶれで、実際に試合にエントリーされたのは曽根、神永、古賀だった。
大会当日の古賀は順当に勝ち進むも、準決勝で、曽根・神永を破り勝ち進んできたオランダのアントン・ヘーシンクに敗れ、3位に終わる。
古賀は同年春の講道館でヘーシンクと稽古をしており、その頃は古賀に分があったが、大会ではヘーシンク特有の捻り込むような内股に辛酸を舐めた。この試合について、古賀は後に「本番ではヘーシンクは強かった」「こちらの研究不足だった」と述懐している。
世界選手権後は、川村禎三や天理大学の遠刕信一ら5人で柔道普及のためヨーロッパを回り、ギリシャでは皇太子の前で演武を行ったりした。後に1964年の東京五輪で柔道が正式種目となった背景には、古賀らの功績に拠る所もあるという。
大学卒業に伴い故郷の八幡製鐵に入社し、堺市や東京等で勤務する傍ら、1965年の全日本選手権では6回目の出場にして初めての3位入賞を果たした。
引退後は会社員としての道を歩み、1990年に新日鉄八幡製鉄所の遊休地にスペースワールドが開業してからは、新日鉄都市開発と綜合警備保障の共同出資会社であるアーバンセキュリティにてスペースワールドの警備業務に当たり、同社の取締役・北九州支店長を歴任。
1991年5月1日に8段、2012年4月28日の講道館創立130周年記念式典にて9段に昇段し赤帯を許された。昇段にあたり古賀は「正しい柔道普及・発展のため、一層精進する覚悟」と意気込みを述べた。

## 主な戦績
- 1959年 - 全日本学生選手権　2位
- 1960年 - 全日本学生選手権　3位

- 全日本学生優勝大会 3位
- 1961年 - 世界選手権　3位

- 全日本学生選手権　優勝
- 1965年 – 全日本選手権 3位